# Joonas Könttä
Joonas Kasperi Könttä, född 13 december 1989 i Lieksa, är en finländsk politiker (Centern i Finland). Han är ledamot av Finlands riksdag sedan 2019.
Könttä blev invald i riksdagen i riksdagsvalet 2019 med 3 303 röster från Mellersta Finlands valkrets.